# إيفان أوخلوبيستين
إيفان أخلوبيستين (بالروسية: Ива́н Ива́нович Охлобы́стин) هو ممثل ومخرج وسيناريست روسي. قس الكنيسة الروسية الأرثوذكسية (منذ عام 2001).
في الوقت الخاضر يتولى منصب المدير الإبداعي في شركة «إفروسيت» الروسية.

## حياته
ولد إيفان اوخلوبيستين في 22 يوليو عام 1966 في مصحة «بولينفو» قرب مدينة زاوكسكيي بمقاطعة تولا. كان أبوه إيفان (1906-1994) طبيبا عسكريا خلال الحرب الوطنية العظمى. واما أمه آلبينا بيليايفا (من مواليد 1945) فهي مهندسة اقتصادية.
في سنة 1991 تخرج من كلية الإخراج بمعهد غيراسيموف الحكومي للسينما.
في اعوام 1994-1998 تولى منصب سكرتير الاتحاد السينمائي الروسي.
في 5 سبتمبر عام 2011 أظهر رغبته في ترشح نفسه في انتخابات الرئاسة، لكنه سحب ترشيح نفسه في 18 سبتمبر 2011.

## فيلموغرافيا

### ممثل
- «الساق» (1991)
- "آربيتر" (1992)
- «فوق المياه الغامقة» (1992)
- «حب جيزيل» (1996)
- «لا تخزني يا أمي!» (1997)
- "إذا لم أكن أنا، فمن إذاً (1998)
- "8 ½ $" (1999)
- «مُسَرَّح» (2000)
- «داون هاوس» (2001)
- «المؤامرة» (2007)
- «القيصر» (2009)
- «سخرية الحب» (2010)
- «بيت الشمس» (2010)
- «إينتيرني» (2010-2015)
- «سولوفيه - قاطع طريق» (2012)

### مخرج
- «هادم الأمواج» (1989)
- "آربيتر" (1992)

## روابط خارجية
- إيفان أوخلوبيستين على موقع IMDb (الإنجليزية)
- إيفان أوخلوبيستين على موقع ألو سيني (الفرنسية)
- إيفان أوخلوبيستين على موقع ميوزك برينز (الإنجليزية)
- إيفان أوخلوبيستين على موقع أول موفي (الإنجليزية)
- إيفان أوخلوبيستين على موقع قاعدة بيانات الفيلم (الإنجليزية)
- إيفان أوخلوبيستين على موقع كينوبويسك (الروسية)